# پرچم جزایر کوک
پرچم جزایر کوک برای اولین بار در ۴ اوت ۱۹۷۹ به رسمیت شناخته شد.به عنوان پرچم غیر نظامی و پرچم استان شناخته می‌شود و همچنین دارای تناسب ۱:۲ می‌باشد.